# Иранско стандардно време
Иранско стандардно време (енгл. Iran Standard Time – IRST) или Иранско време (енгл. Iran Time – IT)IRST је временска зона која се користи у Ирану. Иран користи UTC+3.30. IRST је дефинисан 52.5 степеном источног меридијана, истог меридијана који дефинише и ирански календар и који је званични узет за меридијан Ирана.
Иран није користио летње рачунање времена у периоду између 2005. и 2008. Године. Ову одлуку донео је председник Махмуд Ахмадинежад и тај период познатији је као Ирана дејлајт тајм, односно Иранско летње време (IRDT). О поновном рачунању летњег времена изјашњавао се и Ирански парламент 21. марта 2008.